# Il Giunio Bruto
Il Giunio Bruto és una òpera en dos actes composta per Domenico Cimarosa sobre un llibret italià d'Eschilo Acanzio. S'estrenà al Accademia Filarmonica de Verona a la tardor de 1781.

## Curiositats
- Giuseppe Felice Tosi també va escriure una òpera amb el mateix nom l'any 1686.